# Carterinida
Ordre
Les Carterinida constituent un ordre de foraminifères, de la classe des Globothalamea.

## Liste de famille et genres
Selon World Register of Marine Species (24 avril 2016) :
- famille Carterinidae Loeblich & Tappan, 1955
  - genre Carterina Brady, 1884
  - genre Zaninettia Brönniman & Whittaker, 1983